# Benthopecten indicus
Benthopecten indicus är en sjöstjärneart som först beskrevs av Jean Baptiste François René Koehler 1909.  Benthopecten indicus ingår i släktet Benthopecten och familjen nålsjöstjärnor. Inga underarter finns listade i Catalogue of Life.